# Henry Turkel
Henry Turkel (1903–1992) war ein Arzt, der sich mit dem Down-Syndrom befasste.

## Werdegang
1940 begann er Patienten mit Down-Syndrom mit Vitaminen, Mineralien, Fettsäuren, Verdauungsenzymen, Glutaminsäure, Schilddrüsenhormonen, Antihistaminika, abschwellenden Mitteln für die Nase und einem Diuretikum zu behandeln. Er nannte sein Verfahren U-series, gab an, es auf die Patienten abzustimmen und behandelte damit Kinder mit Down-Syndrom. Nach seinem Rücktritt zog er nach Israel.
Die wissenschaftliche Grundlage und die Wirksamkeit der U-series wurden von der medizinischen Fachwelt verworfen. Die FDA klassifizierte die „U-Series“ als neues Arzneimittel, was bedeutet, dass es von der FDA zugelassen werden muss. Die „U-Series“ wurde nicht zugelassen und deshalb untersagte die FDA deren bundesstaatenübergreifenden Transport nach rechtskräftiger Entscheidung des Sixth Circuit Court of Appeals.

## Publikationen
- Henry Turkel, I. Nusbaum, The Medical Treatment of Down Syndrome, 1995, San Diego, CA, Autism Research Institute.
- Henry Turkel, I. Nusbaum, Down Syndrome and Alzheimer's Disease Contrasted. CiteseerX, 10.1.1.610.541, Journal of Orthomolecular Medicine, Vol. 1 No. 4, 1986.